# اتفاقية تدابير الاستثمار المتصلة بالتجارة
اتفاقية تدابير الاستثمار المتصلة بالتجارة هي القواعد التي تنطبق على اللوائح المحلية التي تقدمها الدولة للمستثمرين الأجانب وغالباً كجزء من سياسة صناعية. تم الاتفاق على الاتفاقية من قبل جميع أعضاء منظمة التجارة العالمية. تم التوصل إلى اتفاق في عام 1994 ودخل حيز النفاذ في عام 1995. لم تنشأ منظمة التجارة العالمية في ذلك الوقت وكان الاتفاق على الاتفاقية عن طريق الجات.
سياسات مثل متطلبات المحتوى المحلي وقواعد موازنة التجارة التي جرت العادة على استخدامها لتعزيز مصالح الصناعات المحلية ومكافحة الممارسات التجارية التقييدية.
تدابير الاستثمار المتصلة بالتجارة هو اسم أحد الاتفاقات القانونية الرئيسية الأربعة لمعاهدة منظمة التجارة العالمية.
تدابير الاستثمار المتصلة بالتجارة هي القواعد التي تحد من تفضيل الشركات المحلية وبالتالي تمكين الشركات العالمية للعمل بسهولة أكبر في الأسواق الخارجية.

## السياق
في أواخر عقد 1980 كانت هناك زيادة كبيرة في الاستثمار الأجنبي المباشر في جميع أنحاء العالم. ومع ذلك فإن بعض البلدان المستقبلة للاستثمار الأجنبي فرضت قيودا عديدة لحماية وتعزيز الصناعات المحلية ومنع تدفق احتياطيات النقد الأجنبي.
ومن الأمثلة على هذه القيود تشمل متطلبات المحتوى المحلي (التي تتطلب أن السلع المنتجة محليا يمكن شراؤها أو استخدامها) ومتطلبات الصناعة التحويلية (التي تتطلب التصنيع المحلي لمكونات معينة) ومتطلبات التوازن التجاري ومتطلبات المبيعات المحلية ومتطلبات نقل التكنولوجيا ومتطلبات أداء الصادرات (التي تتطلب تصدير نسبة مئوية محددة من حجم الإنتاج) والقيود المفروضة على الأسهم المحلية والقيود المفروضة النقد الأجنبي والقيود المفروضة التحويلات ومتطلبات الترخيص والقيود المفروضة على العمل. ويمكن أيضا أن تستخدم هذه التدابير في اتصال مع الحوافز المالية في مقابل الشرط. بعض هذه التدابير تشوه التجارة في انتهاك للمواد الثالثة والحادية عشرة من اتفاقية الجات وبالتالي حظرها.
حتى الانتهاء من مفاوضات جولة أوروغواي التي أنتجت اتفاقية جيدة مقربة للتجارة لتدابير الاستثمار المتصلة والاتفاقيات الدولية القليلة توفر التخصصات لإجراءات تقيد الاستثمار الأجنبي المقدم فقط للتوجيه المحدود من حيث المحتوى والتغطية القطرية.
وبالإضافة إلى ذلك فإن هناك معاهدات دولية أخرى مثل الثنائية والمتعددة الأطراف والتي بموجبها يلتزم الموقعين برعاية الاستثمار المباشر. فقط عدد قليل من هذه المعاهدات توفر المعاملة الوطنية للاستثمار المباشر. منتدى التعاون الاقتصادي لدول آسيا والمحيط الهادئ في نوفمبر 1994 هي القواعد العامة للاستثمار لكنها غير ملزمة.

## الإطار القانوني
اتفاقية الغات 1947 تحظر تدابير الاستثمار التي تنتهك مبادئ المعاملة الوطنية والقضاء العام على كمية القيود ولكن مدى الحظر لم يكن واضح. اتفاقية تدابير الاستثمار المتصلة بالتجارة تحتوي على البيانات التي تحظر أي تدابير للاستثمار المتصل بالتجارة التي تتعارض مع أحكام المادتين الثالثة أو الحادية عشرة من اتفاقية الجات عام 1994. وبالإضافة إلى ذلك فإنه يوفر قائمة توضيحية عن متطلبات المحتوى المحلي ومتطلبات التوازن التجاري والقيود المفروضة على النقد الأجنبي وقيود التصدير (متطلبات المبيعات المحلية) من شأنها أن تنتهك المادة الثالثة: 4 أو الحادي عشر: 1 من اتفاقية الجات عام 1994. تدابير الاستثمار المتصلة بالتجارة المحظورة بموجب الاتفاقية تشمل تلك التي هي إلزامية أو قابلة للتنفيذ بموجب القانون المحلي أو القرارات الإدارية أو تلك التي تمتثل ضروريا للحصول على ميزة (مثل الإعانات أو الإعفاءات الضريبية).
ويتضمن الشكل 8-1 قائمة تدابير يحظر على وجه التحديد بموجب اتفاق تدابير الاستثمار المتصلة بالتجارة. لاحظ أن هذا الرقم ليس شاملا ولكن يوضح ببساطة تدابير الاستثمار المتصلة بالتجارة التي تحظرها اتفاقية تدابير الاستثمار المتصلة بالتجارة. هذا الرقم يلفت الانتباه بشكل خاص إلى عدة أنواع شائعة من تدابير الاستثمار المتصلة بالتجارة. ونود أن نضيف أن هذا الرقم يحدد التدابير التي كانت أيضا تتعارض مع المادة الثالثة: 4 والحادي عشر: 1 من اتفاقية الجات عام 1947. وفي الواقع لا يقصد من اتفاق تدابير الاستثمار المتصلة بالتجارة فرض التزامات جديدة ولكن لتوضيح الالتزامات القائمة من قبل غات 1947. في إطار اتفاق تدابير الاستثمار المتصلة بالتجارة فإن منظمة التجارة العالمية تطلب من الدول تصحيح أي تدابير تتعارض مع الاتفاقية في غضون فترة معينة من الزمن مع وجود استثناءات قليلة (لاحظ في الشكل 8-2).
| متطلبات المحتوى المحلي | متطلبات موازنة التجارة | قيود النقد الأجنبي | القيود على الصادرات (متطلبات المبيعات المحلية) |
| التدابير التي تتطلب شراء أو استخدام من قبل المؤسسة من المنتجات المحلية سواء كانت محددة من حيث المنتجات ومن حيث حجم أو قيمة المنتجات أو من حيث نسبة من حجم أو قيمة الإنتاج المحلي. (انتهاك اتفاقية الجات المادة الثالثة: 4) | 1. التدابير التي تتطلب من مشتريات للمؤسسة أو استخدام المنتجات المستوردة تقتصر على مبلغ يتناسب مع حجم أو قيمة المنتجات المحلية التي تصدرها. (انتهاك اتفاقية الغات المادة الثالثة: 4) 2. تدابير تقييد استيراد المنشأة من المنتجات المستخدمة في أو المرتبطة بالإنتاج المحلي لها عموما أو على مبلغ يتناسب مع حجم أو قيمة الإنتاج المحلي الذي تصدره. (انتهاك اتفاقية الغات المادة الحادية عشرة: 1) | إجراءات تقيد استيراد المنشأة من المنتجات (أجزاء وغيرها من السلع) التي استخدمت أو المتعلقة بالإنتاج المحلي من خلال تقييد حصولها على العملة الأجنبية على مبلغ يتناسب مع تدفقات العملة الأجنبية التي ترجع إلى المؤسسة. (انتهاك اتفاقية الغات المادة الحادية عشرة: 1) | إجراءات تحد من تصدير أو بيع للتصدير من قبل مشروع من المنتجات سواء كان ذلك محددا من حيث المنتجات ومن حيث حجم أو قيمة المنتجات أو من حيث نسبة من حجم أو قيمة الإنتاج المحلي. (انتهاك اتفاقية الغات المادة الحادية عشرة: 1) |

| الفترة الانتقالية | استثناءات للبلدان النامية | أحكام عادلة |
| تدابير يحظر على وجه التحديد بموجب اتفاق تدابير الاستثمار المتصلة بالتجارة لا يلزم أن يتم القضاء على الفور على الرغم من أنه يجب أن يتم إخطار هذه التدابير منظمة التجارة العالمية في غضون 90 يوما بعد سريان مفعول اتفاق تدابير الاستثمار المتصلة بالتجارة. البلدان المتقدمة على فترة سنتين التي تلغي هذه التدابير من حيث المبدأ ستصبح لدى البلدان النامية خمس سنوات وسيتعين على البلدان الأقل نموا لديها سبع سنوات. | يسمح للبلدان النامية على الاحتفاظ بتدابير الاستثمار المتصلة بالتجارة التي تشكل انتهاكا لاتفاقية الجات المادة الثالثة أو الحادي عشر تقديم تدابير تلبي شروط اتفاقية الجات المادة الثامنة عشرة والذي يسمح بانتقاص محدد من أحكام اتفاقية الجات بحكم احتياجات التنمية الاقتصادية للبلدان النامية. | لتجنب إتلاف القدرة التنافسية للشركات الخاضعة بالفعل لتدابير الاستثمار المتصلة بالتجارة فإنه يسمح للحكومات تطبيق نفس تدابير الاستثمار المتصلة بالتجارة للاستثمار الأجنبي المباشر الجديد خلال الفترة الانتقالية الموصوفة في الفقرة (1) أعلاه. |